# Gordon Freeth

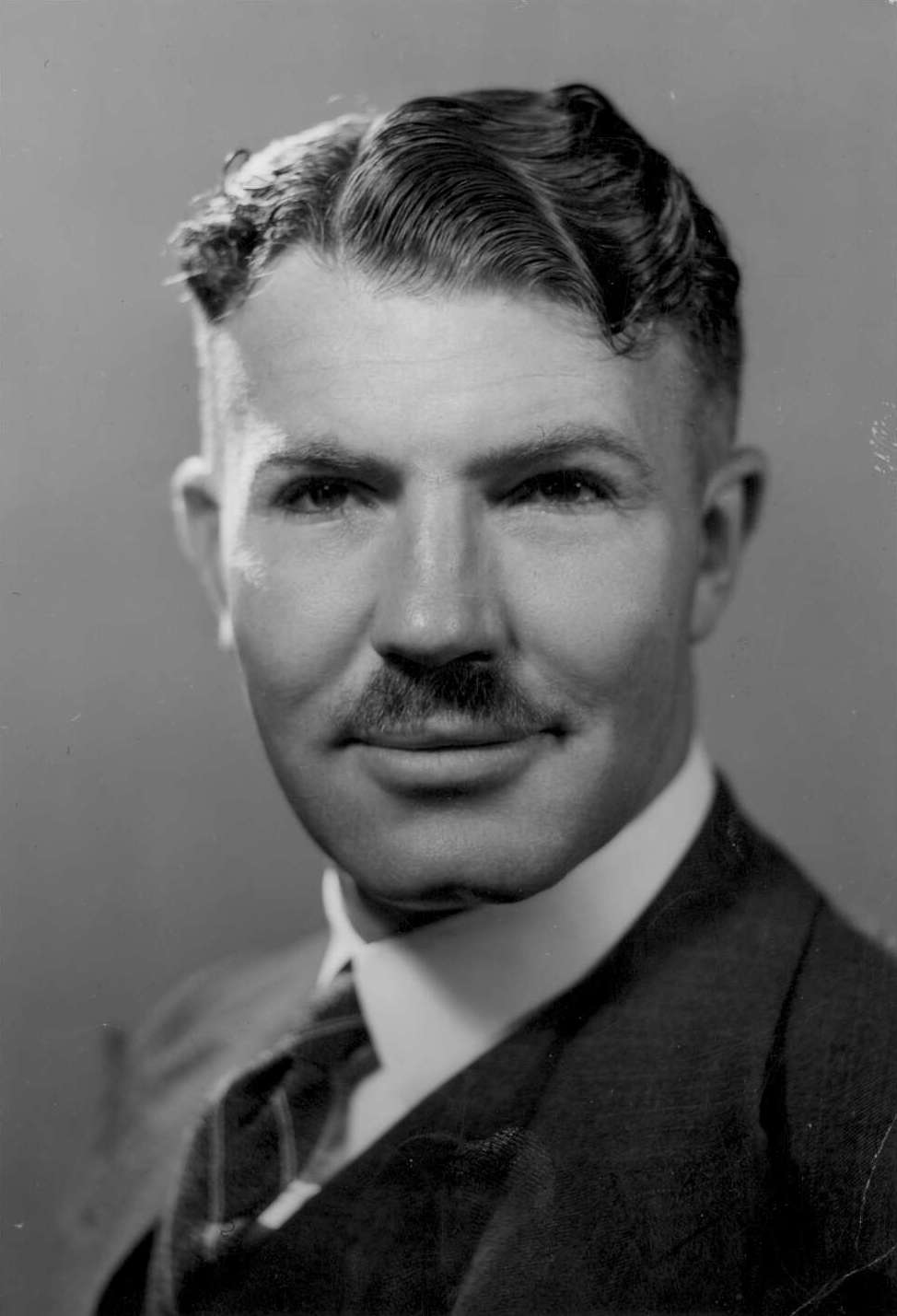
Gordon Freeth, 1950

Sir Gordon Freeth, KBE (* 6. August 1914 in Angaston, South Australia; † 27. November 2001 in Perth) war ein australischer Politiker und unter anderem Außenminister des Landes.

## Leben
Freeth wurde in Angaston, South Australia geboren und besuchte die Sydney Church of England Grammar School, so wie die Guildford Grammar School in Western Australia. Er machte seinen Bachelor of Laws im Jahr 1938 an der University Western Australia. Im Rudern gewann er bei den British Empire Games 1938 in Sydney im Vierer eine Gold-Medaille. Im Jahr 1939 heiratete er Joan Baker, mit der er Zwillingstöchter zusammen hatte – Felicity und Susan – sowie einen Sohn Robert. Noch im selben Jahr begann er in Katanning, Western Australia, als Anwalt zu arbeiten. Nach Beginn des Zweiten Weltkriegs zog es ihn in die Royal Australian Air Force und er flog Bomber während des Neuguinea-Feldzuges. 1945 erreichte er den Dienstrang eines Flight Lieutenant.

## Politische Karriere
Freeth wurde als Mitglied der Liberal Party of Australia im Wahlbezirk Forrest in Western Australia bei den Bundeswahlen 1949 als Abgeordneter ins Repräsentantenhaus gewählt. Er wurde als Innenminister bestimmt, so wie als Arbeitsminister. In den Jahren 1958 und 1963 wurde er zum Verkehrsminister ernannt. Im Februar 1968 wurde er Luftfahrt-Minister und übernahm den Posten von Peter Howson. Im Februar 1969 wurde er Außenminister als Nachfolger von Paul Hasluck, welcher von nun an Generalgouverneur Australiens war. Bei den Bundeswahlen 1969 unterlag er dem Kandidaten der Australian Labor Party, Frank Kirwan, und schied aus dem Repräsentantenhaus aus.
Von 1970 bis 1973 war Gordon Freeth Botschafter in Japan und Hochkommissar im Vereinigten Königreich von 1977 bis 1980.

## Ehrungen
Im Jahr 1978 wurde Freeth als Knight Commander des Order of the British Empire geadelt. Zudem ist die Freeth Bay in der Antarktis nach ihm benannt.